# Gerhard Schreiner
Gerhard Schreiner (* 17. Juli 1907 in Ahrhütte; † 23. September 1983) war ein deutscher Politiker und Landtagsabgeordneter (Zentrum, FDP).

## Ausbildung und Beruf
Schreiner besuchte die Volksschule und die Telegrafen-Bauschule sowie die landwirtschaftliche Winterschule. Er absolvierte eine kaufmännische Ausbildung und legte die Handlungsgehilfenprüfung ab. 

## Politik
Bis 1933 war er Mitglied der Zentrumspartei. Er gehörte zur Widerstandsgruppe Duettwanger. Wegen der Vorbereitung zum Hochverrat wurde er verhaftet. Nach dem Kriegsdienst war Schreiner Vorstandsmitglied der Rheinischen Bauernschaft und ab April 1947 Vorsitzender der Rheinisch-Westfälischen Bauernschaft in der britischen Zone.
Vom 20. April 1947 bis zum 14. Oktober 1947 war Schreiner Mitglied des Landtags des Landes Nordrhein-Westfalen. Er war über die Landesliste seiner Partei gewählt worden.